# Новосьолов Олександр Борисович
Олекса́ндр Бори́сович Новосьо́лов (нар. 1 лютого 1953) — український дипломат. Надзвичайний і Повноважний Посланник першого класу. Генеральний консул України в Франкфурті-на-Майні (Німеччина) (2007—2011).

## Життєпис
У 1995 році — завідувач відділу правових проблем державних кордонів Договірно-правового управління Міністерства закордонних справ України.
У 1999 році — керівник відділення Посольства України у ФРН в Бонні. 
У 2007—2011 рр. — Генеральний консул України в Франкфурті-на-Майні (Німеччина).
У 2011—2014 рр. — Посол з особливих доручень Міністерства закордонних справ України.
У 2014—2016 рр. — начальник відділу тимчасово окупованих територій Департаменту міжнародного права Міністерства закордонних справ України.
З 2016 року — перший секретар з консульських питань Посольства України в Республіці Білорусь.